# 아스텔라스 제약
아스텔라스 제약 주식회사(일본어: アステラス製薬株式会社 アステラスせいやく[*], Astellas Pharma Inc.)는 일본의 제약 회사이다.